# Provinciale weg 411
De provinciale weg N411 loopt van Utrecht naar Bunnik. De weg begint in Utrecht als Koningsweg, heet vanaf de gemeentegrens tot het gehucht Vechten Koningslaan en vanaf daar simpelweg Provincialeweg. De N411 eindigt in Bunnik bij de aansluiting met de A12, waar de weg overgaat in de N229 richting Wijk bij Duurstede.
Het weggedeelte tussen Utrecht en de toegangsweg tot Oud-Amelisweerd is een monumentale laan met bijbehorende beplanting die stamt uit de tijd van koning Lodewijk Napoleon die landgoed Oud-Amelisweerd van 1808 tot 1810 in bezit had. De straatnamen Koningsweg en Koningslaan herinneren nog aan deze tijd.
N23 · N194 · N196 · N197 · N198 · N199 · N200 · N201 · N202 · N203 · N204 · N205 · N206 · N207 · N208 · N209 · N210 · N211 · N212 · N213 · N214 · N215 · N216 · N217 · N218 · N219 · N220 · N221 · N222 · N223 · N224 · N225 · N226 · N227 · N228 · N229 · N230 · N231 · N232 · N233 · N234 · N235 · N236 · N237 · N238 · N239 · N240 · N241 · N242 · N243 · N244 · N245 · N246 · N247 · N248 · N249 · N250 · N307

N401 · N402 · N403 · N404 · N405 · N406 · N407 · N408 · N409 · N410 · N411 · N412 · N413 · N414 · N415 · N416 · N417 · N418 · N419 · N420 · N421 · N439 · N440 · N441 · N442 · N443 · N444 · N445 · N446 · N447 · N448 · N449 · N450 · N451 · N452 · N453 · N454 · N455 · N456 · N457 · N458 · N459 · N460 · N461 · N462 · N463 · N464 · N465 · N466 · N467 · N468 · N469 · N470 · N471 · N472 · N473 · N474 · N475 · N476 · N477 · N478 · N479 · N480 · N481 · N482 · N483 · N484 · N487 · N488 · N489 · N490 · N491 · N492 · N493 · N494 · N495 · N496 · N497 · N498 · N501 · N502 · N503 · N504 · N505 · N505 (Andijk) · N506 · N507 · N508 · N509 · N510 · N511 · N512 · N513 · N514 · N515 · N516 · N517 · N518 · N519 · N520 · N521 · N522 · N523 · N524 · N525 · N526 · N527 · N806 · N830 · N848

Cursief vermelde wegen zijn voormalige Provinciale wegen